# Diamants de sang (film)
Ne doit pas être confondu avec Diamants de conflits.
Pour plus de détails, voir Fiche technique et Distribution.
Diamants de sang (Diamanti sporchi di sangue) est un néo-polar italien, réalisé par Fernando Di Leo, sorti en 1978, avec Claudio Cassinelli, Martin Balsam et Barbara Bouchet dans les rôles principaux.

## Synopsis
Guido Mauri (Claudio Cassinelli) travaille avec son ami Marco (Carmelo Reale) pour Rizzo (Martin Balsam), le chef de la mafia locale. Ce dernier les place sur le cambriolage d'une banque. Mais ce coup rate par la faute d'un appel anonyme à la police. Pour protéger la fuite de Marco, Guido affronte la police et est capturé, tandis que Marco s'échappe en se blessant à la jambe, contractant une blessure qui le laisse boiteux. Cinq ans plus tard, Guido sort sans avoir dénoncé Marco. Il retrouve sa compagne Maria (Olga Karlatos) et est peu de temps après attaqué par une bande rivale. Guido se défend mais Maria est mortellement blessé. Il apprend alors qu'Enzo (Alberto Squillante), le fils de Maria, a également été tué par la bande à Rizzo à la suite d'un vol de diamants. Avec l'aide de Marco, il entreprend de voler les voleurs et de punir Rizzo.

## Fiche technique
- Titre : Diamants de sang
- Titre original : Diamanti sporchi di sangue
- Réalisation : Fernando Di Leo
- Assistant réalisateur : Angelo Vicari
- Scénario : Fernando Di Leo
- Photographie : Roberto Gerardi
- Musique : Luis Bacalov
- Montage : Amedeo Giomini
- Décors : Francesco Cuppini
- Costumes : Elisabetta Lo Cascio
- Production : Umberto Russo et Vittorio Russo
- Société(s) de production : Italfrance Films
- Pays de production :  Italie
- Genre : Drame, thriller, néo-noir et poliziottesco
- Durée : 99 minutes
- Date de sortie :
  - Italie : 1978

## Distribution
- Claudio Cassinelli : Guido Mauri
- Martin Balsam : Rizzo
- Barbara Bouchet : Lisa
- Pier Paolo Capponi : Tony
- Olga Karlatos : Maria
- Vittorio Caprioli : le commissaire
- Carmelo Reale : Marco
- Alberto Squillante : Enzo
- Fernando Cerulli (it)
- Salvatore Billa (it)
- Fulvio Mingozzi : Nicola
- Gilberto Galimberti (de)
- Tom Felleghy
- Lina Franchi

## Autour du film
- Il s'agit d'une sorte de remake de Milan calibre 9 (Milano Calibro 9), un néo-polar italien réalisé par Di Leo en 1972.
- Ce film a été tourné à Rome[réf. souhaitée].